# オーラノフィン
オーラノフィン（Auranofin）とは世界保健機関により抗リウマチ薬に分類されている有機金化合物である。商品名リドーラ。

## 効能・効果
関節リウマチ（過去の治療において非ステロイド性抗炎症剤により充分な効果の得られなかったもの）

## 副作用
重大な副作用とされているものは、間質性肺炎、再生不良性貧血、赤芽球癆、無顆粒球症、急性腎不全、ネフローゼ症候群 である。（先発品では全て0.1%未満。後発品では全て頻度不明。）

## 開発中の項目
HIV感染症
オーラノフィンは、抗レトロウイルス療法後に体性T細胞に潜伏残存しているHIVウイルスを減少させる効果が期待できる。
アメーバ症
オーラノフィンは、薬物スクリーニングにおいて、赤痢アメーバの治療薬として、メトロニダゾールよりも10倍強い効果が示された。チオレドキシン還元酵素アッセイの結果を解釈すると、オーラノフィンがマウスおよびハムスターモデルにおける活性酸素媒介殺作用への栄養体の感受性を増強することを示唆している。その結果、寄生体数の著しい低下、侵入に対する炎症反応の増強、肝臓への障害をもたらした。

## 販売中止
先発品はグラクソ・スミスクライン社から販売されていたが、原薬製造工程での承認製造手順が順守されていないおそれがあることが判明し、製品の供給が滞り安定供給が困難であるとして、2015年6月、製造中止が案内された。2016年6月現在、後発品のみが流通している。